# محمد باسيك
محمد باسيك (بالصربية السيريلية: Мухамед Мехмедбашић)‏ ولد في عام 1886 وتوفي 29 مايو 1943، كان ثوريًّا بوسني وأحد الأعضاء السبعة لتنظيم اليد السوداء السري الذي هدف إلى عملية اغتيال ولي العهد النمساوي المجري فرانس فرديناند خلال زيارته لسراييفو في شهر يونيو 1914.